# Karlslust-Tanzhallenbrand
Der Karlslust-Tanzhallenbrand (auch bekannt als Loebels-Restaurant-Brand) geschah am 8. Februar 1947 in Hakenfelde, einem Ortsteil von Spandau im damaligen Britischen Sektor von Berlin. Mit dem Tod von 80 bis 88 Menschen war er eines der schlimmsten Brandunglücke in Deutschland nach dem Zweiten Weltkrieg. Die Gesamtzahl der Toten ist heute mit 81 bestätigt: 80 Gäste und der Eigentümer des Restaurants, Julius Loebel, der bei dem Versuch starb, eine Kiste mit seinem Geld zu retten.

## Das Feuer

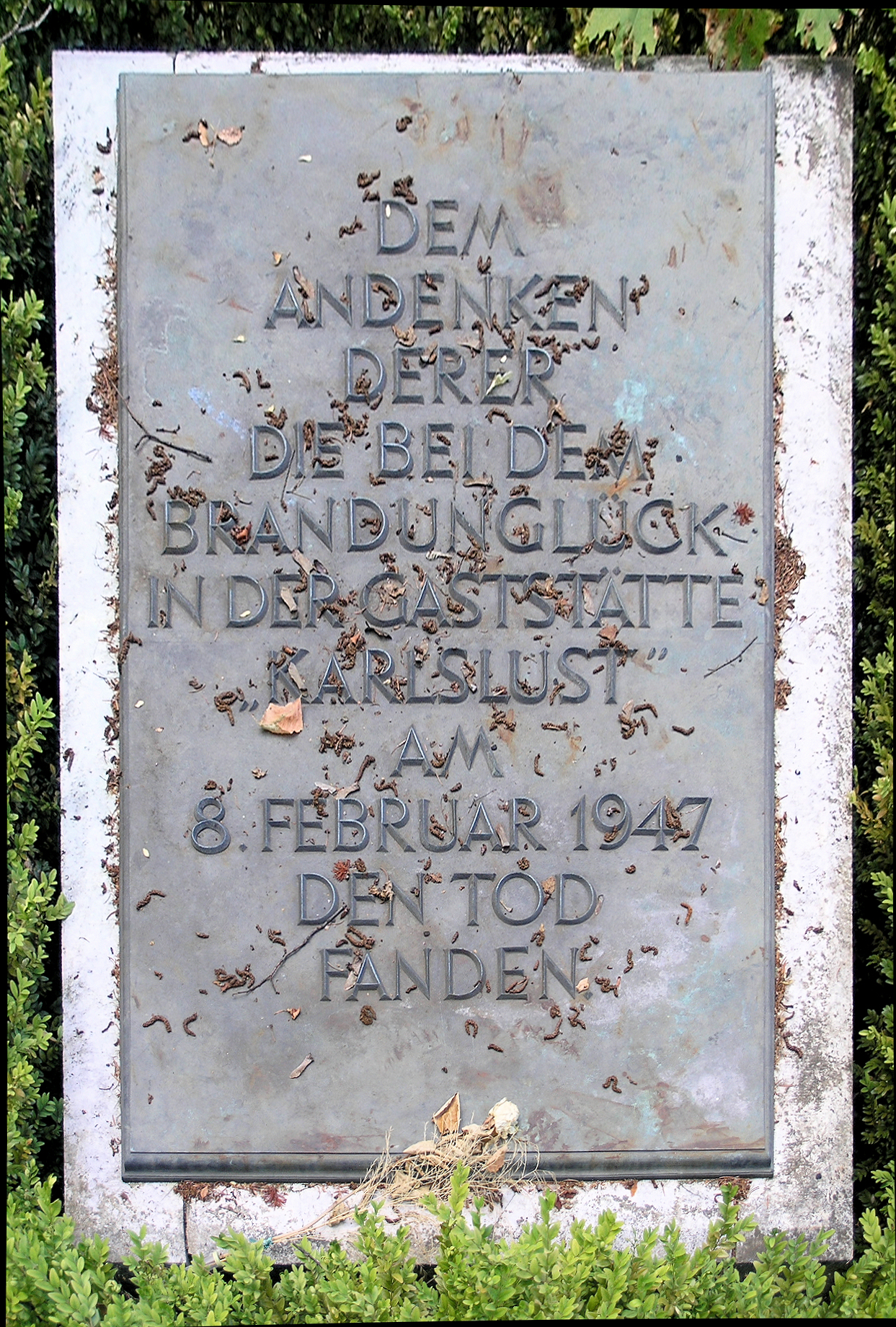
Inschrift: „Dem Andenken derer die bei dem Brandunglück in der Gaststätte Karlslust am 8. Februar 1947 den Tod fanden.“

Das Karlslust war in der ersten Hälfte des 20. Jahrhunderts das größte Restaurant und die größte Tanzhalle in Spandau. Es handelte sich um ein zweigeschossiges Gebäude mit Ballsaal und Bowlingbahnen, das für seine legendären Partys berühmt war. Am Samstag, dem 8. Februar 1947, fand der erste Nachkriegs-Kostümball statt (es war Faschingszeit).
Der Grundbesitzer, Julius Loebel, hatte für diese Nacht die Sicherheit, dass die Ausgangssperre aufgehoben würde. Es waren geschätzt 750–800 (möglicherweise bis zu 1000), meist junge Leute zu Gast, darunter auch einige Angehörige der Britischen Streitkräfte.
Wegen der äußerst frostigen Außentemperaturen von ca. −20 bis −25 °C im sehr kalten Winter 1946/47 wurden im Karlslust drei Kanonenöfen aufgestellt, um die Heizung zu unterstützen. Gegen 22:45 Uhr, als die Feier auf ihrem Höhepunkt war, fingen einige Dachbalken Feuer, wahrscheinlich durch die zu große Hitze der Öfen. Da das Karlslust während der letzten Kriegsmonate als Gefängnis genutzt worden war, waren die Fenster vergittert und die Türen zugemauert, eine Seitentür war eingefroren. In dem einsetzenden Gedränge auf die einzige Tür wurden einige Gäste zu Tode getrampelt. Nach drei Minuten stand das gesamte Dach in Flammen.
Als die Entkommenen das Ausmaß des Feuers erkannten, kehrten einige von ihnen zurück, um ihre Winterkleidung aus der Garderobe zu holen. Dieses Verhalten erfüllte später die britischen Behörden mit Ungläubigkeit, ist aber auf die enge Versorgungssituation im Nachkriegsdeutschland zurückzuführen, in dem die Menschen mit Lebensmittelmarken lebten. Schließlich brach das Dach des Karlslust zusammen und begrub die noch Eingeschlossenen.

### Brandbekämpfung
Die ersten Berliner Feuerwehrleute erreichten etwa 10 Minuten nach dessen Ausbruch die Brandstelle. Die Benachrichtigung der Feuerwehren war zu der Zeit schwierig, da es keine einheitlichen Notrufnummern gab. Jede Feuerwache musste einzeln angerufen werden. Die tiefen Temperaturen und der Schnee behinderte die Bemühungen der Feuerwehrleute. Bei einem Versuch, die im Gebäude Eingeschlossenen zu retten, starben drei britische Soldaten. Einige Gäste des Karlslust überlebten den Einsturz des Daches und konnten aus den Trümmern gerettet werden. Sie hatten im Keller Zuflucht gefunden.
Mit Ausnahme eines Löschzuges aus Spandau kamen die Feuerwehrleute erst 40 Minuten, nachdem sie alarmiert wurden, am Karlslust an. Dies lag an der schlechten Qualität ihrer Fahrzeuge (die Motoren brauchten Zeit zum Aufwärmen) und an der Geschwindigkeitsbegrenzung (40 km/h) für Zivilisten in Berlin (um Vorfahrt für Militärfahrzeuge zu gewährleisten). Außerdem waren alle Brücken über die Havel während des Krieges zerstört worden; daher waren Umwege notwendig, um von Spandau und Berlin nach Hakenfelde zu kommen.

### Opfer
Kurz nach der Katastrophe berichtete der Spiegel, dass 88 Tote gefunden wurden, einige von ihnen bis zur Unkenntlichkeit verbrannt, und dass 108 Personen vermisst wurden. Es gab 150 Verletzte; 40 von ihnen mussten im Krankenhaus behandelt werden.
Spätere Quellen gaben die Anzahl der Toten mit 80 an; 77 Opfer wurden am 25. Februar 1947 auf dem Friedhof In den Kisseln begraben. Bis zu diesem Tag waren alle Feiern und Tanzveranstaltungen in ganz Berlin abgesagt.

## Nachwirkungen
Der Magistrat von Berlin, von 1945 bis 1948 die zivile Regierung für ganz Berlin, ordnete die Verteilung von 800 Wintermänteln an, verlorengegangene Lebensmittelmarken wurden ersetzt. Politische Parteien sammelten Spenden für die Opfer. Um die für die Verzögerung der Brandbekämpfung ursächlichen Probleme zu lösen, wurde die Geschwindigkeitsbegrenzung für zivile Fahrzeuge am 13. März 1947 aufgehoben und auch die allgemeine Verkehrspriorität der Alliierten. Eine allgemeine Notruf-Telefonnummer wurde am 20. Oktober 1947 wieder eingeführt. Diese Nummer war die „02“.
Heute befindet sich an der Stelle, wo das Karlslust stand, ein Wohnhochhaus (Hakenfelder Straße 8 bis 8c).